# Гадирбекова, Гюляра Ибрагимхалил кызы
Гюляра Ибрагимхалил кызы Гадирбекова (урождённая Афандиева; 1903, Баш-Гёйнюк — 1942, Сибирь) — азербайджанская политическая деятельница-коммунистка и активистка за права женщин. Занималась педагогикой и журналистикой, будучи автором нескольких статей в различных изданиях. Стала главным редактором первого женского журнала в Азербайджане «Азербайджан гадыны» (1923—1937). Также Гюляра Гадирбекова в 1930—1937 годах была председателем Клуба Али Байрамова, организации азербайджанского женского движения.
Её обвинили в членстве в революционной организации во время сталинских репрессий, заключили в тюрьму, а затем сослали в Сибирь. Точных сведений о её дальнейшей жизни и смерти нет.

## Биография

### Ранние годы
Гюляра Гадирбекова родилась в 1903 году в селе Баш-Гёйнюк Нухинского района (ныне Шекинский район). В материалах подчеркивается, что её семья была одной из богатых и уважаемых семей в районе, а отец, как отмечается, в прошлом работал помещиком. Указывается, что позже её отец был убит знатью Гейнюка. В 1920 году Гюляра поступила на открытые в Шеки педагогические курсы, завершила обучение и получила право преподавать. Она начала обучать деревенских девочек, а также стала заниматься общественными делами.

### Карьера
В 20 лет Гюляра была назначена директором женского отдела района. С этого периода она стала одним из пионеров женского освободительного движения в Азербайджане. В 1923 году Кадирбекова вступила в Коммунистическую партию Азербайджана и работала в Шекинском райкоме партии.
Она часто появлялась в прессе с пропагандой идеи освобождения женщин в обществе. За годы работы она сотрудничала с такими изданиями, как «Ени фикир» («Новая идея»), «Кандли газети» (Деревенская газета) и другими изданиями. В 1923 году, когда вышел журнал «Азербайджан гадыны», 20-летняя Гюляра стала одной из первых его корреспонденток, получив известность своими статьями. В мае 1931 года Кадирбекова была назначена редактором этого журнала. Свои статьи она писала под псевдонимом «Кейлюгызы» (Деревенская девушка). С 1932 по 1937 год она занимала должность директора женского клуба Али Байрамова.
Позже она руководила женским отделом в Шамкире и Кубе. В 1927 году она была назначена заведующей Женским отделом ЦИК Азербайджана. Некоторое время она также занимала должность начальника отдела массовой культуры и образования Народного комиссариата образования Азербайджана. 7 января 1936 года «Правда» опубликовала о Гюляре Гадибековой статью.

### Арест и ссылка
В период сталинских репрессий деятельность Гадирбековой интерпретировалась как националистическая и антисоветская пропаганда. Одной из первоначальных причин этого стала публикация книги «История дворца» под редакцией Гадирбековой по случаю 15-летия Клуба Али Байрамова в 1936 году. Книга подверглась резкой критике как произведение, написанное с националистической точки зрения, и быстро привлекла внимание высших властей. Кроме того, в качестве причин была названа дружба Гадирбековой с азербайджанскими националистами, такими как Гусейн Джавид, Ахмед Джавад и Сейид Хусейн, а её обвинили в том, что она является «активным членом подрывной организации».
В 1937 году Гамид Султанов и Мирза Мамед Гасымов дали показания как члены диверсионной организации и упомянули в своих показаниях, что Гюляре Гадирбекова также была членом этой организации. Мирза Мамед Гасымов в своих показаниях заявил, что Кадирбекова сама утверждала, что является членом диверсионной организации и была завербована в неё Ибрагимом Тагиевым. Между тем, Гамид Султанов в своих показаниях упомянул, что Кадирбекова была членом организации и была завербована в неё Мирзой Мамедом Гасымовым. Другой причиной привлечения к ответственности Гадирбековой называют ходатайства, написанные Миром Джафаром Багировым 25 февраля и 17 июля 1937 года. В этих документах он отметил, что Гадирбекова имела связи с писателями-националистами Ахмедом Джавадом и Гусейном Джавидом, которые на тот момент уже находились под стражей, а также с Тамарой Саликовой, Сенубер Аюбовой, Хавер Караевой и Хадиджей Гусейновой.
23 июля 1938 года был издан приказ за номером Л-956 об аресте Гюляры Гарибековой. Она была арестована 26 июля во время похорона её матери в селе Баскал Исмаиллинского района. 27 июля, хотя она уже была арестована, на неё был выписан ордер на арест.
В ноябре 1938 года Бильгейс Гашимзаде была допрошена в качестве свидетельницы по делу Гадирбековой. В своих показаниях она предоставила подробную информацию об осужденной. Она отметила, что Карим Газиев, брат Гюляры, был заключен в тюрьму и сослан за свою революционную деятельность в качестве активного члена партии «Мусават». Кроме того, она подчеркнула, что книга «История дворца», изданная под редакцией Гадирбековой, написана в духе идеологии «Мусават».
В 1938 году Гадирбекову допрашивали четыре раза — 15 августа, 31 октября, 15 и 21 ноября — и на каждом допросе она отрицала все выдвинутые против неё обвинения. 20 января 1939 года был составлен протокол об окончании следствия по делу Гюляры Гадирбековой. Её обвинили по статьям 72 и 73 УК Азербайджанской ССР. Обвинения против неё были одобрены Специальным консультативным советом при Уполномоченном внутренних дел СССР в феврале того же года. 9 июня было принято решение отправить Гюляру Гадирбекову в СИЗО сроком на пять лет.

### Дальнейшая жизнь и смерть
О дальнейшей жизни Гадирбековой информации нет. По некоторым данным, она погибла в 1942 году во время неудачной операции в ссылке. По словам Тегеран Шамседдинской, которая утверждает, что находилась в одном лагере вместе с Гюлярой Гадирбековой, считалось, что Гадирбекова страдала аппендицитом и перенесла две хирургические операции. По её словам, Гадирбекова скончалась 29 декабря 1942 года в больнице Томской железнодорожной станции после третьей хирургической операции в условиях отсутствия профессиональных врачей, медсестер и необходимых медикаментов.
В октябре 1950 года в рапорте, написанном заместителю министра полковнику Каримову, указывалось, что заключенная Гадирбекова исчезла в мае 1942 года и её следует повторно заключить на основании решения ДТК и прокуратуры ССР от 28 октября 1948 года. Каримов также сообщил, что Гарибова исчезла после окончания срока тюремного заключения и должна быть найдена и повторно заключена в тюрьму.
13 сентября 1957 года представитель Азербайджанской ССР Исмаилов подал апелляционную жалобу по делу Гадирбековой, призывая отменить решение Особого совета 1939 года из-за отсутствия доказательств уголовного дела. Впоследствии, 10 октября, Уголовная коллегия Верховного суда Азербайджанской ССР удовлетворила ходатайство, что привело к её реабилитации.

### Личная жизнь
Гюляра Гадирбекова вышла замуж за Ахмада Гадирбекова, но позже они рассталась, хотя она сохранила его фамилию. Её второй муж, Асеф Рахманов, долгое время работал в органах безопасности, в эпоху репрессий находился в заключении, в конечном итоге был расстрелян 3 января 1938 года. Брат Гадирбековой Карим Газиев был сослан как активный член партии «Мусават».

## Наследие
Именем Гюляры Гадирбековой названа школа в селе Баш-Гёйнюк и улица в Наримановском районе Баку.